# Неиспользуемые тональности
В музыкальной теории неиспользуемые тональности ― это тональности, которые возможно построить теоретически, но они не используются для нотной записи музыки. Из-за большого количества знаков альтерации (более 7) могут возникнуть сложности при чтении музыкальных произведений, написанных в этих тональностях. Неиспользуемые тональности имеют при ключе хотя бы один дубль-диез или дубль-бемоль.

## В классике
Отрывок из «Хорошо темперированного клавира» И. С. Баха записан в до-диез мажоре, но его фактическая (неиспользуемая) тональность ― соль-диез мажор, так как Бах использует фа-дубль-диез:

## Список неиспользуемых тональностей
| Тональность                             | Ключевые знаки | Параллельная тональность           |
| --------------------------------------- | -------------- | ---------------------------------- |
| Фа-бемоль мажор (Ми мажор)              | 8 бемолей      | Ре-бемоль минор (до-диез минор)    |
| Си-дубль-бемоль мажор (Ля мажор)        | 9 бемолей      | Соль-бемоль минор (фа-диез минор)  |
| Ми-дубль-бемоль мажор (Ре мажор)        | 10 бемолей     | До-бемоль минор (Си минор)         |
| Ля-дубль-бемоль мажор (Соль мажор)      | 11 бемолей     | Фа-бемоль минор (Ми минор)         |
| Ре-дубль-бемоль мажор (До мажор)        | 12 бемолей     | Си-дубль-бемоль минор (Ля минор)   |
| Соль-дубль-бемоль мажор (Фа мажор)      | 13 бемолей     | Ми-дубль-бемоль минор (Ре минор)   |
| До-дубль-бемоль мажор (Си-бемоль мажор) | 14 бемолей     | Ля-дубль-бемоль минор (Соль минор) |
| Соль-диез мажор (Ля-бемоль мажор)       | 8 диезов       | Ми-диез минор (Фа минор)           |
| Ре-диез мажор (Ми-бемоль мажор)         | 9 диезов       | Си-диез минор (До минор)           |
| Ля-диез мажор (Си-бемоль мажор)         | 10 диезов      | Фа-дубль-диез минор (Соль минор)   |
| Ми-диез мажор (Фа мажор)                | 11 диезов      | До-дубль-диез минор (Ре минор)     |
| Си-диез мажор (До мажор)                | 12 диезов      | Соль-дубль-диез минор (Ля минор)   |
| Фа-дубль-диез мажор (Соль мажор)        | 13 диезов      | Ре-дубль-диез минор (Ми минор)     |
| До-дубль-диез мажор (Ре мажор)          | 14 диезов      | Ля-дубль-диез минор (Си минор)     |